# Madonna col Bambino in trono tra i santi Giovanni Evangelista e Agostino
La Madonna col Bambino in trono tra i santi Giovanni Evangelista e Agostino è un dipinto a tempera su tavola di Pietro Perugino, datato al 1494 e conservato nella chiesa di Sant'Agostino a Cremona.

## Storia
La pala venne commissionata dalla ricca famiglia cremonese Roncadelli al Perugino, che la dipinse a Firenze e poi la spedì. Con le soppressioni napoleoniche fu requisita e trasportata in Francia, da dove ritornò nel 1815. In quell'occasione non venne posta sull'originario altare della navata sinistra, ma in uno della navata destra. Nel 1999 è stata sottoposta a restauro.
Il dipinto esercitò un notevole influsso sulla pittura locale quattrocentesca, facendo scoprire le avanguardie fiorentine basate sulla spazialità prospettica e su una maggior grazia espressiva dei personaggi.

## Descrizione e stile
La scena è impostata secondo uno schema pacato e piacevole, ordinato dalle regole della simmetria, derivato dalla Madonna col Bambino in trono tra i santi Giovanni Battista e Sebastiano già a San Domenico di Fiesole. I personaggi si trovano sotto un portico con archi a tutto sesto su pilastri dotati di capitelli molto sporgenti, che a partire dagli ultimi due decenni del XV secolo divenne frequente nella produzione del Perugino, riscontrabile ad esempio nella Pala di Fano, nel Polittico Albani-Torlonia, nell'Apparizione della Vergine a san Bernardo e nella Pietà. In questo caso il portico si limita a due campate di profondità, ma la struttura architettonica, solenne ma semplice, è identica e serve per dirigere lo sguardo dello spettatore in profondità, con l'ariosa apertura paesistica dello sfondo in cui colline prive di asperità sono punteggiate da esili alberelli e sfumano in lontananza verso l'orizzonte.
Su un alto trono decorato dove si trova la data e la firma dell'artista, Maria sta seduta col Bambino sulle ginocchia, il quale guarda verso san Giovanni Evangelista a sinistra, con la penna e il libro. A destra si trova poi sant'Agostino con la veste vescovile, che indica il Bambino.
La luce proviene da destra, adeguandosi alla reale situazione luminosa della cappella originaria, e fa proiettare sul terreno lunghe ombre scure. I colori sono brillanti ma sfumati dolcemente, in modo da creare una forte plasticità dei corpi e un'intonazione armoniosa dell'insieme. Le figure in primo piano hanno qui un ruolo prioritario rispetto agli altri elementi della composizione, come divenne frequente nelle opere di questo periodo dell'artista. L'architettura è infatti in funzione del loro complemento ed esse infatti appaiono immobili e assorte in contemplazione. Dolcissimo è il volto della Vergine, ancora rappresentata come una giovane raffinata ed elegante, mentre nelle opere successive inizierà a prevalere una fisionomia più matura, semplice e severa, in linea con il clima spirituale savonaroliano.